# 인저우구 (닝보시)

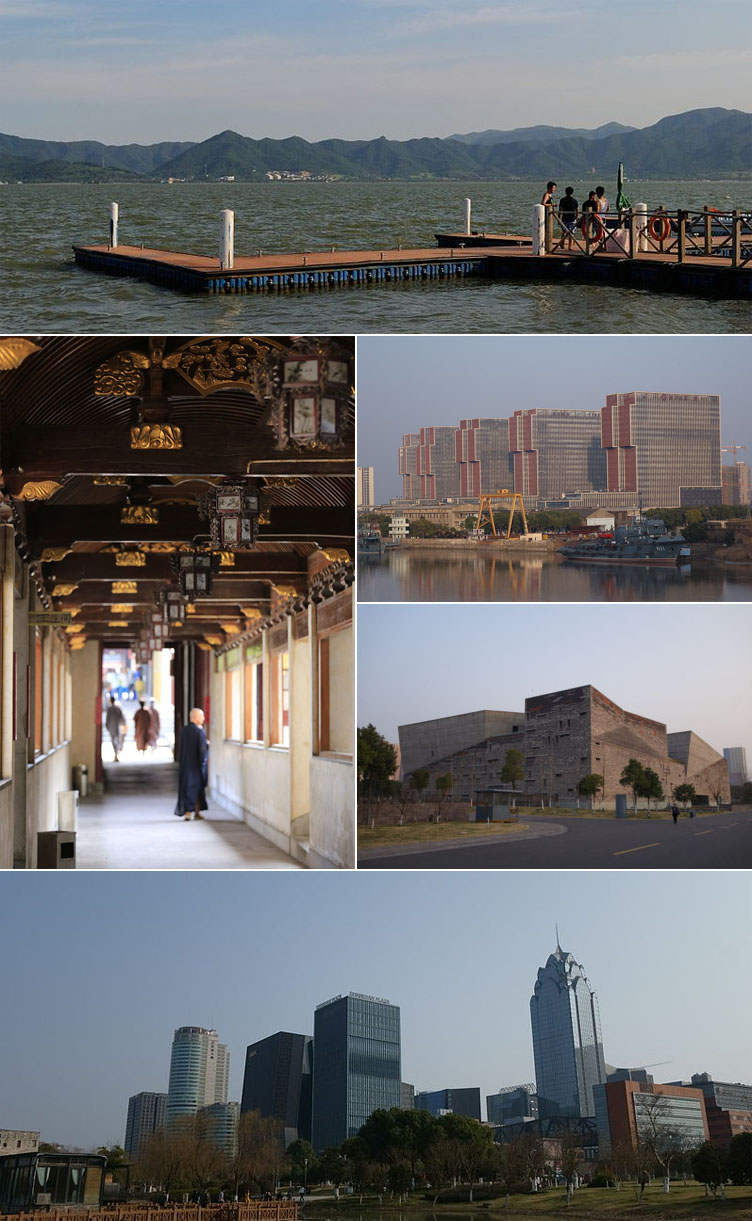

인저우구(한국어: 은주구, 중국어: 鄞州区, 병음: Yínzhōu Qū)는 중화인민공화국 저장성 닝보시의 현급 행정구역이다. 넓이는 799km2이고, 인구는 2017년 기준으로 1294,000명이다.

## 역사
BC220년에 진시황은 인(鄞), 마오(鄮), 주장(句章)이라고 불리는 3개의 현을 설치하였다. 수나라 때 이들은 주장현으로 합쳐졌다. 당나라 때는 마오현으로 개칭되었다. 현재의 이름인 인은 오대십국 시대부터 사용된 것으로 추정된다. 중화인민공화국이 설립되기 전까지 닝보시는 인현의 관할이었다. 중화인민공화국이 설립됨과 동시에 인현은 닝보 시의 현이 되었다. 2002년 4월 19일 인저우 구로 개칭되었다. 이곳은 2000년 전에 설립된 이래 여전히 같은 이름을 유지하고 있는 몇 안되는 현들 중 하나이다.

## 산업
인저우구는 15000개 이상의 공업 조직들의 본거지이다. 경제는 주로 방직, 의류, 기계, 전자, 자동차 부품과 식품을 포함한 6개의 부문으로 이루어진다. 2008년 GDP는 651억 위안에 달했고 1인당 GDP는 82052위안(12013달러)이다. 수입과 수출의 총량은 각각 14억 4천만 달러와 66억 달러이다.

## 행정 구역
기존 장둥구를 통합하였다. 기존구역 일부는 하이수구에 분할 되었다
15개 가도, 10개 진을 관할한다.
- 가도:  潘火街道 ,福明街道 ,东柳街道, 中河街道, 东郊街道 ,下应街道,  明楼街道 ,百丈街道 , 东胜街道 , 白鹤街道 ,首南街道 , 钟公庙街道 ,梅墟街道,明楼街道,新明街道,聚贤街道
- 진:咸祥镇, 高桥镇, 集仕港镇, 横街镇, 古林镇, , 鄞江镇,  章水镇,  姜山镇,洞桥镇.东钱湖镇